# 黑龙江卫视
黑龙江卫视是黑龙江广播电视台旗下的综合卫星频道，简称HLJTV-1，前身为黑龙江电视台一套。频道覆盖全国71个中心城市、243个地级市和1773个县，总收视人口突破7.44亿。

## 频道栏目
- 全省新闻联播（又名黑龙江卫视新闻联播）
- 晚间播报（原新闻夜航（卫视版）和今日话题）
- 共度晨光
- 新华视点（已停播）
- 本山快乐营（已停播）
- 你好丘比特
- 快乐江湖
- 这就是黑龙江 (英语新闻)
- 你好俄罗斯 (俄语新闻)
- 爱笑会议室
- 非笑不可
- 游艇汇
- 点击七日
- 开心麻花街
- 全民电影